# کتاب سرخ جمهوری تاجیکستان
کتاب سرخ جمهوری تاجیکستان یک سند رسمی دولتی است که اطلاعاتی در مورد گونه‌های نادر گیاهی و جانوری جمهوری تاجیکستان که نیاز به حفاظت دارند، در آن گردآوری شده‌است.

## تاریخچه
با توجه به لزوم حفاظت از گونه‌های گیاهی و جانوری کمیاب و در معرض خطر، کتاب سرخ تاجیکستان در اول مارس ۱۹۷۹ با تصمیم شورای وزیران تاجیکستان ایجاد شد. اولین ویرایش کتاب سرخ تاجیکستان برای اولین بار در سال ۱۹۸۸ به زبان روسی و در سال ۱۹۹۷ به زبان تاجیکی به سرپرستی و با مشارکت مستقیم دانشمندان آکادمی علوم جمهوری تاجیکستان منتشر شد.

### چاپ اول
اولین ویرایش کتاب سرخ تاجیکستان شامل ۱۶۲ گونه جانوری و ۲۲۶ گونه از گیاهان کمیاب و در خطر انقراض بود. اولین ویرایش کتاب سرخ تاجیکستان تقریباً ۳۰ سال است که نقش مهمی در حفاظت و حفاظت از تنوع زیستی تاجیکستان ایفا کرده‌است. بر اساس اطلاعات این کتاب، اقدامات مؤثری برای حفاظت از گونه‌های گیاهی و جانوری کمیاب و در حال انقراض تدوین و اجرا شده‌است.

### چاپ دوم
با توجه به نیاز به تهیه ویرایش دومی از کتاب سرخ تاجیکستان، بر اساس دستور حکومتی جمهوری تاجیکستان مورخ ۲ دسامبر ۲۰۰۹، کارگروهی برای تدوین نیازمندی‌های جدید کتاب تشکیل شد، که کتاب سرخ تاجیکستان زیرنظر متخصصان صلاحیت دار کمیته حفاظت از محیط زیست، زیر نظر دولت جمهوری تاجیکستان توسعه یابد. این کارگروه آیین‌نامه جدیدی برای توسعه کتاب سرخ جمهوری تاجیکستان تهیه کرد و با وزارتخانه‌ها و سازمان‌های مربوطه به توافق رسید. آیین‌نامه جدید کتاب سرخ جمهوری تاجیکستان در تاریخ ۲ اوت ۲۰۱۰ توسط دولت جمهوری تاجیکستان تصویب و چهارچوبی برای تهیه ویرایش دوم کتاب قرمز جمهوری تاجیکستان ایجاد شد.
برای تهیه ویرایش دوم کتاب سرخ جمهوری تاجیکستان ۴۲ دانشمند و متخصص برجسته در زمینه گیاه‌شناسی و جانورشناسی مشارکت داشتند.
در ویرایش دوم کتاب قرمز جمهوری تاجیکستان، ۲۶۷ گونه گیاهی و ۲۲۲ گونه از گونه‌های در حال انقراض به کتاب سرخ اضافه شد. فهرست گونه‌های گیاهی و جانوری توصیه شده برای ویرایش دوم کتاب سرخ تاجیکستان در تاریخ ۲۷ ژانویه ۲۰۱۴ توسط هیئت آکادمی علوم جمهوری تاجیکستان تصویب شد.
وظیفه اصلی کتاب سرخ جمهوری تاجیکستان ارزیابی وضعیت حفاظت از گونه‌ها و زیرگونه‌های گیاهی و جانوری، مطابق با معیارها و دسته‌بندی‌های تعیین شده توسط اتحادیه بین‌المللی حفاظت از طبیعت (IUCN) است که تعداد آنها محدود یا در معرض انقراض است.

## دسته‌بندی حفاظت از طبیعت
در ویرایش دوم کتاب قرمز جمهوری تاجیکستان، گونه‌های گیاهی و جانوری مطابق با الزامات اتحادیه بین‌المللی حفاظت از طبیعت در دسته‌های زیر ارزیابی می‌شوند:
- EX (Extinct) - گونه‌های منقرض شده.
- EW (Extinct in the wild) - منقرض شده در طبیعت.
- CR (به شدت در معرض خطر) - گونه‌هایی که در خطر انقراض هستند.
- EN (در معرض خطر) - گونه‌هایی که در معرض انقراض هستند.
- VU (آسیب‌پذیر) - گونه‌های آسیب‌پذیر.